# Carl Gassner

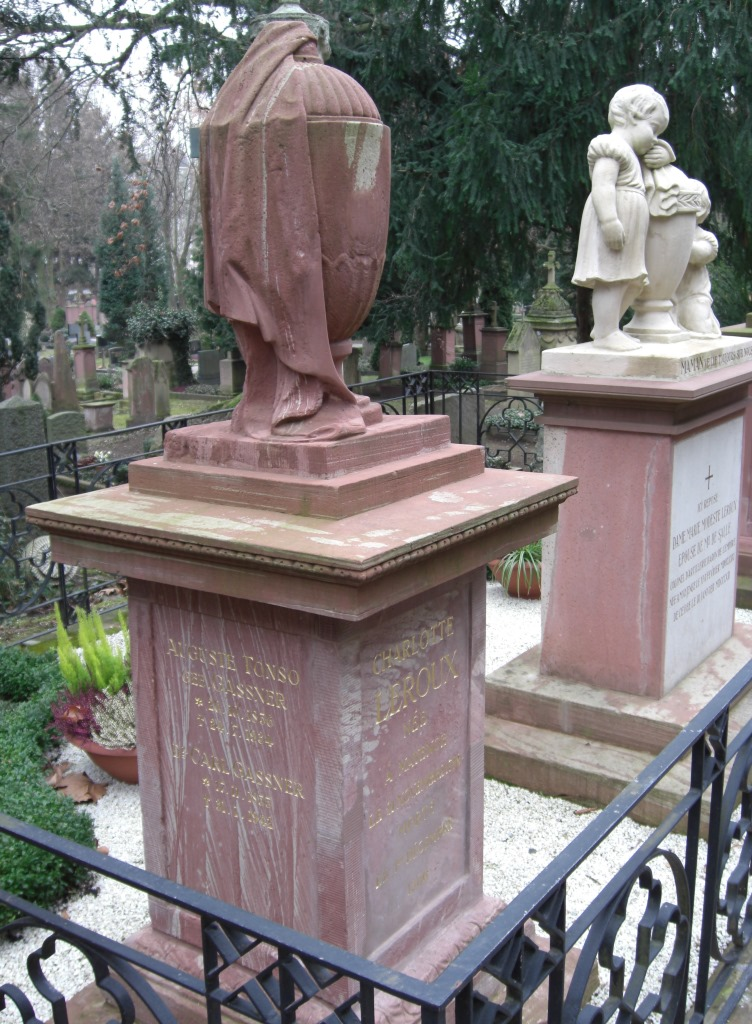
Grab von Carl Gassner auf dem Hauptfriedhof Mainz

Carl Gassner (* 17. November 1855 in Mainz; † 31. Januar 1942) entwickelte 1887 die Trockenbatterie zur Serienreife.

## Leben
Schon sein Vater, Karl Josef Victor Abel Gassner, ein promovierter Arzt, war für seine Eigenwilligkeiten stadtbekannt. Carl studierte an der Universität Straßburg Medizin und war dann in Mainz Spezialist für Augen- und Ohrenleiden. Daneben führte er bei Uhrmacher Balbach chemische und physikalische Versuche durch. Er wohnte in der Mainzer Betzelsgasse 24.
In den 1880ern wurden Türklingeln noch aus nassen Leclanché-Zellen gespeist, die häufig austrockneten.
Gassner verwendete 1885 Gips als poröses Bindemittel, dem er wasseranziehende Chemikalien zusetzte.
Am 8. April 1886 erhielt er ein Patent in Deutschland, am 15. November 1887 in den USA. Weitere Patente erhielt er in Österreich-Ungarn, Belgien, Frankreich und England. 1890 erlangte seine Trockenbatterie Bekanntheit, nachdem bei einem befreundeten Ladenbesitzer die Türklingel nicht funktionierte und Gassner für Abhilfe sorgte. Danach wollte ein Ladenbesitzer nach dem anderen eine haben. Als dann auch noch die Reichspostdirektion Erfurt 100.000 Batterien bestellte, musste er in Frankfurt eine Fabrik errichten. Er soll mehrere Millionen Goldmark damit verdient haben.
Um wieder Ruhe zu haben, verzichtete er auf alle Rechte an dem Frankfurter Unternehmen, und die Produktion wurde eingestellt.
Beerdigt ist er auf dem Hauptfriedhof Mainz.

## Veröffentlichungen
- Ueber die bei dilatatio Ventriculi vorkommenden tonischen Muskelkrämpfe und epileptiformen Anfälle; Medicinische Facultät zu Strassburg im Elsass, 1878